# В'язівська сільська рада (Городищенський район)
В'язівська́ сільська́ ра́да — адміністративно-територіальна одиниця та орган місцевого самоврядування в Городищенському районі Черкаської області. Адміністративний центр — село В'язівок.

## Загальні відомості
- Населення ради: 2 972 особи (станом на 2001 рік)

## Населені пункти
Сільській раді були підпорядковані населені пункти:
- с. В'язівок

## Склад ради
Рада складалася з 20 депутатів та голови.
- Голова ради: Шабадаш Наталія Олексіївна
- Секретар ради: Мірошник Любов Григорівна

### Керівний склад попередніх скликань
| Прізвище, ім'я, по батькові | Дата обрання | Дата звільнення |
| --------------------------- | ------------ | --------------- |
| Шабадаш Наталія Олексіївна  | 26.03.2006   | 31.10.2010      |
| Шабадаш Наталія Олексіївна  | 31.10.2010   |                 |

Примітка: таблиця складена за даними сайту Верховної Ради України

### Депутати
За результатами місцевих виборів 2010 року депутатами ради стали:

#### За суб'єктами висування
| Суб'єкт висування | Кількість обраних депутатів | %  |
| ----------------- | --------------------------- | -- |
| Партія регіонів   | 10                          | 50 |
| Самовисування     | 9                           | 45 |
| Єдиний Центр      | 1                           | 5  |

#### За округами
| № округу        | Прізвище, ім'я, по батькові   | Дата визнання обраним | Освіта  | Партійна приналежність | Відомості про обраного депутата                                      |
| --------------- | ----------------------------- | --------------------- | ------- | ---------------------- | -------------------------------------------------------------------- |
| Єдиний Центр    |                               |                       |         |                        |                                                                      |
| 15              | Лебединець Ігор Григорович    | 07.11.2010            | середня | член Єдиного Центру    | Вязівська сільська рада, інструктор по спорту                        |
| Партія регіонів |                               |                       |         |                        |                                                                      |
| 1               | Пустовіт Віктор Іванович      | 07.11.2010            | вища    | позапартійний          | підприємець                                                          |
| 2               | Огілько Василь Васильович     | 07.11.2010            | вища    | позапартійний          | Вязівський СЦКД, директор                                            |
| 3               | Огілько Ніна Григорівна       | 07.11.2010            | середня | позапартійна           | Вязівський СЦКД, завідуча центром координаційної роботи              |
| 4               | Копка Галина Василівна        | 07.11.2010            | середня | позапартійна           | ВАТ «Птахофабрика 1Травня», старший кухар                            |
| 7               | Шкандиба Тетяна В'ячеславівна | 07.11.2010            | середня | позапартійна           | Вязівська дільнична лікарня ветмедицини, ветфельдшер                 |
| 9               | Бондар Наталія Володимирівна  | 07.11.2010            | середня | позапартійна           | ДНЗ «Барвінок», вихователь                                           |
| 12              | Гава Володимир Іванович       | 07.11.2010            | вища    | позапартійний          | фермерське господарство «Вязівське», директор                        |
| 13              | Пилінко Людмила Миколаївна    | 07.11.2010            | вища    | позапартійна           | Вязівська загальноосвітня школа І-ІІІ ст., директор                  |
| 17              | Харенко Олександр Іванович    | 07.11.2010            | вища    | позапартійний          | Вязівська дільнична лікарня ветмедицини, завідувач дільниці          |
| Самовисування   |                               |                       |         |                        |                                                                      |
| 5               | Гава Ольга Петрівна           | 07.11.2010            | вища    | позапартійна           | Вязівська дільнична лікарня, медсестра                               |
| 6               | Коршак Катерина Матвіївна     | 07.11.2010            | середня | позапартійна           | Вязівська дільнична лікарня, медсестра                               |
| 8               | Говрас Михайло Олексійович    | 07.11.2010            | середня | позапартійний          | тимчасово не працює                                                  |
| 10              | Цапенко Олена Іванівна        | 07.11.2010            | вища    | позапартійна           | Вязівська загальноосвітня школа І-ІІІ ст., вчитель                   |
| 11              | Блажко Григорій Григорович    | 07.11.2010            | середня | позапартійний          | фермерське господарство «Вязівське», водій                           |
| 14              | Верхогляд Петро Анатолійович  | 07.11.2010            | середня | позапартійний          | Вязівська загальноосвітня школа І-ІІІ ст., оператор газової котельні |
| 18              | Ваганов Олександр Павлович    | 07.11.2010            | вища    | позапартійний          | приватний підприємець                                                |
| 19              | Карпенко Олексій Васильович   | 07.11.2010            | середня | позапартійний          | фермерське господарство «Вязівське», комірник                        |
| 20              | Мірошник Любов Григорівна     | 07.11.2010            | вища    | позапартійна           | Вязівська сільська рада, секретар                                    |